# Order „Za odwagę” (Ukraina)
Order „Za odwagę” (ukr. Орден «За мужність», Orden „Za mużnist′”) – państwowe odznaczenie ukraińskie, ustanowione w 1996. Może być nadawane Ukraińcom, a także obcokrajowcom i osobom nieposiadającym obywatelstwa ukraińskiego.
Nadawane jest w trzech klasach za osobistą odwagę i bohaterstwo, wykazaną przy ratowaniu ludzi, dóbr materialnych podczas likwidacji skutków katastrof, w zwalczaniu przestępczości, oraz w innych wypadkach przy wykonaniu wojskowych, służbowych i publicznych obowiązków w warunkach niebezpiecznych dla życia.
| Insygnia orderu | Insygnia orderu | Insygnia orderu | Insygnia orderu |
|                 | I Klasa         | II Klasa        | III Klasa       |
| --------------- | --------------- | --------------- | --------------- |
| odznaka         |                 |                 |                 |
| gwiazda         |                 | nie istnieje    | nie istnieje    |
| baretka         |                 |                 |                 |